# Роджер Адам Рачинський
Роджер Адам Рачинський (пол. Roger Adam Raczyński; 8 грудня 1889, Варшава, Російська імперія — 10 листопада 1945, Афіни, Греція) — польський політик і дипломат, посол Польщі в Греції та Румунії, воєвода познанський.

## Біографія
Народився в сім'ї Едварда Александера Рачинського та Ружі Потоцької з Красінських. Рідний брат Едварда Бернарда Рачинського і зведений брат (по батьку) Кароля Роджера Рачинського.
Закінчив гімназію імені Яна ІІІ Собеського в Кракові. Вивчав сільське господарство в Лейпцигу (закінчив навчання у 1913 році) і образотворче мистецтво в Мюнхені.
Початок Першої світової війни застав його в Росії. Став членом Національного польського комітету. Після проголошення незалежності Польщі повернувся на батьківщину і почав працювати в Міністерстві закордонних справ. Член польської делегації на Версальській конференції. Потім - І секретар посольства в Римі, голова реферата національних меншинств у Міністерстві закордонних справ, а потім делегат Міністерства закордонних справ у Познаньській ліквідаційній комісії.
У 1921 році зайнявся розвитком своїх рогалінських володінь, одночасно брав участь в організації консервативних партій в Познані і Варшаві. У 1927 році був одним із великопольських делегатів на з'їзді консерваторів у Дзикові. Підтримав співробітництво із санаційною владою. Організував у Познані Католицьку унію західних земель. Потім вступив до BBWR (Bezpartyjny Blok Współpracy z Rządem — Безпартійний блок співробітництва з урядом — неполітична організація, тісно пов'язана з Пілсудським і його рухом «санації», існувала з 1928 по 1935 рік), став його регіональним віцепрезидентом, а потім і президентом на Познаньщині. З 11 жовтня 1929 року по 31 липня 1934 року - познанський воєвода. Не зважаючи на зв'язки з санаційною владою, користувався популярністю в населення.
З 1934 по 1936 року - віцеміністр сільського господарства. У 1938 році повернувся на дипломатичну службу і був призначений послом Польщі в Бухаресті. На цьому посту зустрів початок Другої світової війни. У вересні 1939 року зіграв важливу роль у створенні уряду Владислава Сікорського в Парижі, коли Румунія віжмовилася інтернувати польських військових, які відходили на її територію. На посту посла залишався до листопада 1940 року, до тих пір, поки після поразки Франції, Румунія не приєдналася до троїстого пакту і не розірвала дипломатичні відносини з Польщею.
З 1942 року - посол Польщі в грецькому уряді. Спочатку в Лондоні, потім в Каїрі й Афінах. Помер на цьому посту.

## Сім'я
У 1925 році одружився з Геленою Рогозинською (1892-1966). Дітей у них не було.

## Нагороди
У 1930 році нагороджений орденом Відродження Польщі класу командор.